# Torre de Méronas
A torre de Méronas (koules de Méronas) é um torre defensiva erigida pelos otomanos no decorrer do século XIX numa colina vizinha a vila de Méronas, no vale Amári, em Creta. Sua localização é estratégica, pois controlou umas das vias que dava acesso ao importante vale Amári e possibilitou uma vista panorâmica do vale. Fez parte do projeto de construção otomano em Creta em decorrência do crescente número de revoltas contra as autoridades turcas. Atualmente encontra-se em ruínas e é vizinha de uma igreja moderna dedicada ao profeta Elias.